# Чемпионат Африки по полумарафону
Чемпионат Африки по полумарафону — легкоатлетические соревнования по полумарафону, которые проводились проводился в 1995, 1997 и 1999 годах. В настоящее время не проводится.

## Результаты

### Абиджан 1995
Мужчины
| Год       | Золото            | Золото  | Серебро               | Серебро  | Бронза              | Бронза   |
| --------- | ----------------- | ------- | --------------------- | -------- | ------------------- | -------- |
| Личное    | ЮАР — Эзиль Тлобо | 1:06:00 | Заир — Каломбо Мвензе | 1:06:36  | ЮАР — Никсон Нкодим | 1:06:43  |
| Командное | ЮАР               | 9 очков | Нигер                 | 25 очков | Кот-д’Ивуар         | 35 очков |

### Джибути 1997
Мужчины
| Год    | Золото                   | Золото  | Серебро                 | Серебро | Бронза                 | Бронза  |
| ------ | ------------------------ | ------- | ----------------------- | ------- | ---------------------- | ------- |
| Личное | Эфиопия — Ayele Mezegebu | 1:06:18 | Эфиопия — Berhanu Adane | 1:06:21 | Эфиопия — Tesfaye Tola | 1:06:38 |

Женщины
| Год    | Золото                 | Золото  | Серебро              | Серебро | Бронза               | Бронза  |
| ------ | ---------------------- | ------- | -------------------- | ------- | -------------------- | ------- |
| Личное | Эфиопия — Месерет Коту | 1:17:09 | Эфиопия — Лейла Аман | 1:17:48 | Эфиопия — Абеба Тола | 1:21:44 |

### Джиджель 1999
Мужчины
| Год    | Золото                | Золото  | Серебро              | Серебро | Бронза                | Бронза  |
| ------ | --------------------- | ------- | -------------------- | ------- | --------------------- | ------- |
| Личное | Алжир — Камиль Кохиль | 1:04:38 | ЮАР — Максвелл Зунгу | 1:05:28 | Алжир — Ахмед Булахиа | 1:05:34 |

Женщины
| Год    | Золото                | Золото  | Серебро           | Серебро | Бронза                | Бронза  |
| ------ | --------------------- | ------- | ----------------- | ------- | --------------------- | ------- |
| Личное | Алжир — Насриа Азайдj | 1:20:12 | Тунис — Соня Агун | 1:20:42 | Алжир — Фатиха Ханика | 1:25:40 |